# Петров Ігор Григорович
Ігор Григорович Петров (нар. 30 січня 1964, Горлівка, Донецька область) — колишній радянський і український футболіст та тренер. Виступав за молодіжну збірну СРСР і національну збірну України. Майстер спорту СРСР (1983 рік). Підтримав російську окупацію Донецької області та влітку 2015 року очолив футбольний союз «ДНР».
Один з найрезультативніших півзахисників за всі часи українського футболу — забив 112 голів.

## Біографія

### Клубна кар'єра
Розпочав свій шлях у футболі в 1973 році в Горлівці. Перший тренер, його батько — Григорій Матвійович Петров. Пройшов всі етапи кар'єрного росту, від дитячої футбольної школи, до національної збірної. Завжди був лідером атак в командах, де виступав. Мав неабияку технічну підготовку, гарно орієнтувався на полі. Володів відмінним пасом та ударом по воротах з обох ніг. Потім грав в команді шахти «Кочегарка» (Горлівка, з 1979).
З 1982 року виступав за донецький «Шахтар». Був у списку 33-х найкращих футболістів УРСР (1988 — № 2) і одним з кращих бомбардирів в історії українського футболу та донецького «Шахтаря» (84 забитих м'ячі в офіційних турнірах у складі «гірників»).
В середині 1991 року поїхав грати за ізраїльський клуб «Бейтар» (Тель-Авів). Команду тренував Іцхак Шум, який і запримітив Петрова під час травневої гри 1991 року між «Спартаком» і «Шахтарем» в Москві, а партнером був В'ячеслав Сукристов. За підсумками сезону клуб зайняв 5-е місце в чемпіонаті, а Петров забив 10 м'ячів. Однак влітку 1992 року практично всі провідні гравці покинули команду, оскільки керівництво клубу так і не виконало перед ними зобов'язань. Пішов і головний тренер Іцхак Шум, очоливши молодіжну збірну Ізраїлю.
У сезоні 1992/93 «Бейтар» грав погано, ставши найгіршою командою ліги. При цьому Петров як і раніше був одним з кращих в команді, знову забивши 10 м'ячів за сезон. Залишатися в команді, яка вилетіла з Вищої ліги він не схотів і сезон 1993/94 провів у клубі-дебютанті вищої ліги «Іроні» (Ашдод). У новій команді також був лідером, провів 34 гри чемпіонату, забив 8 м'ячів.
Влітку 1994 року повернувся до України, де грав за донецькі клуби «Шахтар» та «Металург» аж до завершення ігрової кар'єри.

### Збірна
Виступав за юнацьку збірну СРСР, у складі якої став бронзовим призером юнацького чемпіонату Європи 1982 року та учасником фінального турніру чемпіонату світу серед юніорів 1983 року.
За збірну України зіграв 3 матчі. Дебютував 7 вересня 1994 року в рамках відбіркового циклу до чемпіонату Європи 1996 року проти збірної Литви, ставши першим капітаном збірної України в офіційних матчах.
У 2011 році за величезний внесок у розвиток і популяризацію футболу нагороджений державною нагородою України — медаллю «За працю і звитягу».

## Тренерська кар'єра
Після завершення кар'єри футболіста на запрошення Ріната Ахметова у 1998—1999 роках працював у тренерському штабі донецького «Шахтаря». З 2005 року був головним тренером в донецькому «Олімпіку». У 2011 році під керівництвом Ігоря Петрова «Олімпік» вперше в історії завоював право виступати в Першій лізі чемпіонату України. У вересні 2012 року залишив «Олімпік».

У 2012 році з групою українських футболістів отримав «Про-диплом» УЄФА.
З січня 2013 року помічник головного тренера Сергія Пучкова у черкаському «Славутичі», а після його звільнення з 11 червня по 19 грудня 2013 року Петров сам був головним тренером черкаського клубу.
З 2015 року — президент футбольного союзу «ДНР».

## Статистика виступів

### Клубна
| Клуб              | Сезон             | Чемпіонат | Чемпіонат | Кубок | Кубок | Єврокубки | Єврокубки | Суперкубок | Суперкубок | Всього | Всього |
| Клуб              | Сезон             | Ігри      | Голи      | Ігри  | Голи  | Ігри      | Голи      | Ігри       | Голи       | Ігри   | Голи   |
| ----------------- | ----------------- | --------- | --------- | ----- | ----- | --------- | --------- | ---------- | ---------- | ------ | ------ |
| Шахтар            | 1982              | 24        | 6         | 4     | 2     | -         | -         | -          | -          | 28     | 8      |
| Шахтар            | 1983              | 9         | 1         | 3     | 0     | 3         | 0         | -          | -          | 15     | 1      |
| Шахтар            | 1984              | 30        | 3         | 4     | 0     | 1         | 0         | 1          | 0          | 36     | 3      |
| Шахтар            | 1985              | 20        | 1         | 1     | 0     | -         | -         | -          | -          | 21     | 1      |
| Шахтар            | 1986              | 29        | 12        | 2     | 0     | -         | -         | -          | -          | 31     | 12     |
| Шахтар            | 1987              | 20        | 4         | 4     | 1     | -         | -         | -          | -          | 24     | 5      |
| Шахтар            | 1988              | 23        | 10        | 3     | 2     | -         | -         | -          | -          | 26     | 12     |
| Шахтар            | 1989              | 22        | 6         | 3     | 1     | -         | -         | -          | -          | 25     | 7      |
| Шахтар            | 1990              | 23        | 4         | 4     | 2     | -         | -         | -          | -          | 27     | 6      |
| Шахтар            | 1991              | 23        | 5         | -     | -     | -         | -         | -          | -          | 23     | 5      |
| Бейтар            | 1991-92           | 31        | 10        | -     | -     | -         | -         | -          | -          | 31     | 10     |
| Бейтар            | 1992-93           | 32        | 10        | -     | -     | -         | -         | -          | -          | 32     | 10     |
| Іроні             | 1993-94           | 34        | 8         | -     | -     | -         | -         | -          | -          | 34     | 8      |
| Шахтар            | 1994-95           | 28        | 14        | 7     | 3     | 2         | 2         | -          | -          | 37     | 19     |
| Шахтар            | 1995-96           | 25        | 4         | 4     | 1     | 4         | 0         | -          | -          | 33     | 5      |
| Металлург Д       | 1996-97           | 39        | 7         | 3     | 0     | -         | -         | -          | -          | 42     | 7      |
| Металлург Д       | 1997-98           | 9         | 0         | -     | -     | -         | -         | -          | -          | 9      | 0      |
| Шахтар            | 1997-98           | 5         | 0         | -     | -     | -         | -         | -          | -          | 5      | 0      |
| Всього за Шахтар  | Всього за Шахтар  | 281       | 70        | 39    | 12    | 10        | 2         | 1          | 0          | 331    | 84     |
| Всього за кар'єру | Всього за кар'єру | 426       | 105       | 42    | 12    | 10        | 2         | 1          | 0          | 479    | 119    |

## Досягнення
- Бронзовий призер юнацького чемпіонату Європи: 1982 рік.
- Володар Кубка СРСР: 1983 рік.
- Володар Кубка сезону СРСР: 1984 рік.
- Володар Кубка України: 1995 рік.
- Срібний призер чемпіонату України: 1998 рік.
- Фіналіст Кубка СРСР (2): 1985, 1986 років.
- Учасник фінального турніру чемпіонату світу серед юніорів 1983 року.
- Третій Футболіст року України: 1994 рік.
- В списках 33-х найкращих футболістів Української РСР (1): № 2 — 1988 рік.
- Член Клубу бомбардирів Олега Блохіна — 123 голи.

- Перший капітан збірної України в офіційних матчах.